# Wola Blizocka
Wola Blizocka – wieś w Polsce położona w województwie lubelskim, w powiecie lubartowskim, w gminie Jeziorzany.
| SIMC    | Nazwa | Rodzaj    |
| ------- | ----- | --------- |
| 1020230 | Niwka | część wsi |

Wierni Kościoła rzymskokatolickiego należą do parafii Trójcy Świętej w Jeziorzanach.
Wieś szlachecka położona była w drugiej połowie XVI wieku w ziemi stężyckiej. W latach 1975–1998 miejscowość administracyjnie należała do ówczesnego województwa lubelskiego.
Wieś stanowi sołectwo gminy Jeziorzany. Według Narodowego Spisu Powszechnego (III 2011 r.) wieś liczyła 173 mieszkańców.